# 四铋化五铯
四铋化五铯是一种无机化合物，化学式为Cs5Bi4。它可由铯和铋反应制得。它在液氨中和18-冠-6混合，从深蓝色的溶液中可以结晶出孔雀石绿色的晶体[Cs(18-crown-6)]2Bi2·7NH3。Cs5Bi4难溶于乙二胺或二甲基甲酰胺（DMF）中，但在18-冠-6的存在下可溶于DMF中。